# 1106 Cydonia
Az 1106 Cydonia (ideiglenes jelöléssel 1929 CW) a Naprendszer kisbolygóövében található aszteroida. Karl Wilhelm Reinmuth fedezte fel 1929. február 5-én, Heidelbergben.